# نصیرالدین حمامی
احمد بن علی مناوی شهرت‌یافته به نصیرالدین حَمّامی (؟ - ۱۳۱۲م) شاعر عامیانه‌سرای مصری بود.از شاعرانی بود که واژگان عامیانه در شعرش راه یافت، در جناس به نیکویی رسید، و موشّحاتی نیز سرود.  